# Segunda División 1986/87
Die Segunda División 1986/87 war die 56. Spielzeit der zweithöchsten spanischen Fußballliga. Die erste Phase begann am 31. August 1986 und endete am 5. April 1987. Die zweite Phase wurde zwischen dem 12. April und 21. Juni 1987 ausgetragen. Meister wurde der FC Valencia.

## Vor der Saison
Die Segunda División wurde auf 18 Vereine reduziert. Diese trafen zunächst an 34 Spieltagen jeweils zweimal aufeinander. Die ersten zwölf Mannschaften spielten anschließend in zwei Gruppen um den Aufstieg in die Primera División. Die beiden Gruppensieger und der beste Zweite stiegen auf.
Die Teams der Plätze 13 bis 18 aus der ersten Phase spielten danach in der Abstiegsrunde. Hier sollten die letzten drei Vereine absteigen. Mitte der Saison wurde entschieden, die Primera und Segunda División auf 20 Vereine aufzustocken, so dass es in dieser Spielzeit keinen Absteiger gab.
Als Absteiger aus der Primera División nahmen der FC Valencia, Hércules Alicante und Celta Vigo teil. Aus der Segunda División B kamen UE Figueres und Deportivo Xerez.

## 1. Phase

### Tabelle
| Pl. | Verein                | Sp. | S  | U  | N  | Tore    | Diff. | Punkte |
| --- | --------------------- | --- | -- | -- | -- | ------- | ----- | ------ |
| 1.  | FC Valencia (A)       | 34  | 19 | 8  | 7  | 053:260 | +27   | 46:22  |
| 2.  | Deportivo La Coruña   | 34  | 16 | 11 | 7  | 046:330 | +13   | 43:25  |
| 3.  | CD Logroñés           | 34  | 16 | 9  | 9  | 046:330 | +13   | 41:27  |
| 4.  | Celta Vigo (A)        | 34  | 17 | 6  | 11 | 065:350 | +30   | 40:28  |
| 5.  | Recreativo Huelva     | 34  | 18 | 3  | 13 | 053:440 | +9    | 39:29  |
| 6.  | Sestao SC             | 34  | 13 | 12 | 9  | 038:230 | +15   | 38:30  |
| 7.  | FC Elche              | 34  | 12 | 12 | 10 | 031:280 | +3    | 36:32  |
| 8.  | Rayo Vallecano        | 34  | 10 | 15 | 9  | 028:280 | ±0    | 35:33  |
| 9.  | Bilbao Athletic       | 34  | 12 | 11 | 11 | 051:540 | −3    | 35:33  |
| 10. | CD Castellón          | 34  | 13 | 8  | 13 | 038:420 | −4    | 34:34  |
| 11. | Hércules Alicante (A) | 34  | 12 | 8  | 14 | 038:430 | −5    | 32:36  |
| 12. | CD Málaga             | 34  | 10 | 12 | 12 | 043:390 | +4    | 32:36  |
| 13. | Barcelona Atlètic     | 34  | 11 | 10 | 13 | 042:460 | −4    | 32:36  |
| 14. | Real Oviedo           | 34  | 9  | 12 | 13 | 033:460 | −13   | 30:38  |
| 15. | UE Figueres (N)       | 34  | 9  | 11 | 14 | 039:400 | −1    | 29:39  |
| 16. | Cartagena FC          | 34  | 7  | 13 | 14 | 034:510 | −17   | 27:41  |
| 17. | Castilla CF           | 34  | 7  | 10 | 17 | 030:510 | −21   | 24:44  |
| 18. | Deportivo Xerez (N)   | 34  | 4  | 11 | 19 | 021:580 | −37   | 19:49  |

Platzierungskriterien: 1. Punkte – 2. Direkter Vergleich (Punkte, Tordifferenz, geschossene Tore) – 3. Tordifferenz – 4. geschossene Tore

| (A) | Absteiger der Saison 1985/86         |
| (N) | Neuaufsteiger der Segunda División B |

## 2. Phase

### Aufstiegsrunde

#### Gruppe 1
Die Ergebnisse und Punkte der ersten Phase wurden mit eingerechnet
| Pl. | Verein                | Sp. | S  | U  | N  | Tore    | Diff. | Punkte |
| --- | --------------------- | --- | -- | -- | -- | ------- | ----- | ------ |
| 1.  | FC Valencia (A)       | 44  | 24 | 9  | 11 | 067:360 | +31   | 57:31  |
| 2.  | CD Logroñés           | 44  | 22 | 10 | 12 | 059:430 | +16   | 54:34  |
| 3.  | Recreativo Huelva     | 44  | 23 | 4  | 17 | 066:560 | +10   | 50:38  |
| 4.  | FC Elche              | 44  | 17 | 14 | 13 | 045:430 | +2    | 48:40  |
| 5.  | Hércules Alicante (A) | 44  | 16 | 9  | 19 | 055:560 | −1    | 41:47  |
| 6.  | Bilbao Athletic       | 44  | 14 | 11 | 19 | 061:750 | −14   | 39:49  |

Platzierungskriterien: 1. Punkte – 2. Direkter Vergleich (Punkte, Tordifferenz, geschossene Tore) – 3. Tordifferenz – 4. geschossene Tore

| (A) | Absteiger der Saison 1985/86 |

#### Gruppe 2
Die Ergebnisse und Punkte der ersten Phase wurden mit eingerechnet
| Pl. | Verein              | Sp. | S  | U  | N  | Tore    | Diff. | Punkte |
| --- | ------------------- | --- | -- | -- | -- | ------- | ----- | ------ |
| 1.  | Celta Vigo (A)      | 44  | 23 | 8  | 13 | 071:410 | +30   | 54:34  |
| 2.  | Sestao SC           | 44  | 19 | 14 | 11 | 047:270 | +20   | 52:36  |
| 3.  | Deportivo La Coruña | 44  | 19 | 13 | 12 | 058:470 | +11   | 51:37  |
| 4.  | CD Castellón        | 44  | 16 | 12 | 16 | 044:520 | −8    | 44:44  |
| 5.  | Rayo Vallecano      | 44  | 12 | 17 | 15 | 040:440 | −4    | 41:47  |
| 6.  | CD Málaga           | 44  | 12 | 16 | 16 | 057:570 | ±0    | 40:48  |

Platzierungskriterien: 1. Punkte – 2. Direkter Vergleich (Punkte, Tordifferenz, geschossene Tore) – 3. Tordifferenz – 4. geschossene Tore

| (A) | Absteiger der Saison 1985/86 |

### Relegationsrunde
Die Ergebnisse und Punkte der ersten Phase wurden mit eingerechnet
| Pl. | Verein              | Sp. | S  | U  | N  | Tore    | Diff. | Punkte |
| --- | ------------------- | --- | -- | -- | -- | ------- | ----- | ------ |
| 1.  | Barcelona Atlètic   | 44  | 16 | 10 | 18 | 056:580 | −2    | 42:46  |
| 2.  | UE Figueres (N)     | 44  | 15 | 12 | 17 | 059:530 | +6    | 42:46  |
| 3.  | Cartagena FC        | 44  | 14 | 14 | 16 | 052:670 | −15   | 42:46  |
| 4.  | Real Oviedo         | 44  | 13 | 14 | 17 | 050:640 | −14   | 40:48  |
| 5.  | Castilla CF         | 44  | 11 | 11 | 22 | 049:710 | −22   | 33:55  |
| 6.  | Deportivo Xerez (N) | 44  | 5  | 12 | 27 | 032:780 | −46   | 22:66  |

Platzierungskriterien: 1. Punkte – 2. Direkter Vergleich (Punkte, Tordifferenz, geschossene Tore) – 3. Tordifferenz – 4. geschossene Tore

| (N) | Neuaufsteiger der Segunda División B |

## Nach der Saison
Aufsteiger in die Primera División
- 01. (Gr. 1) – FC Valencia
- 02. (Gr. 1) – CD Logroñés
- 01. (Gr. 2) – Celta Vigo

 Absteiger in die Segunda División B
- keiner

 Absteiger aus der Primera División
- Racing Santander

 Aufsteiger in die Segunda División
- CD Teneriffa
- UE Lleida
- FC Granada
- Real Burgos